# André Leducq
André Leducq (Saint-Ouen, 27 febbraio 1904 – Marsiglia, 18 giugno 1980) è stato un ciclista su strada francese.
Professionista dal 1926 al 1939, fu campione del mondo nel 1924, vinse due Tour de France e una Parigi-Roubaix.

## Carriera
Si propose al grande pubblico nel 1924, riuscendo a vincere prima il campionato nazionale francese, poi il campionato del mondo. Si mantenne su questi livelli anche l'anno successivo e ciò gli permise di passare al professionismo. Dopo un primo anno di esperienza, nel 1927 vinse due tappe alla Vuelta al País Vasco e tre al Tour de France, finendo la corsa al quarto posto. I successi nella corsa francese si susseguirono e alla fine della carriera avrà ottenuto ben 25 vittorie di tappa.
Due vittorie singolari furono quella del 1930 quando, vittima di una caduta dal Galibier, a causa di un pedale rotto fu costretto a una lunga sosta ma, grazie all'aiuto della squadra, riuscì a rientrare e ad aggiudicarsi la frazione. Il secondo episodio fu nel Tour de France 1938, quando vinse ex aequo l'ultima tappa a Parigi con l'amico Antonin Magne.
La sua salma riposa nel cimitero parigino di Bagneux.

## Palmarès

### Strada
- 1923 (dilettanti)

Parigi-Troyes
- 1924 (dilettanti)

Campionati francesi, Prova in linea dilettanti
Campionati del mondo, Prova in linea dilettanti
Trophée du Petit Journal
- 1925 (dilettanti)

Campionati francesi, Prova in linea dilettanti
Campionati francesi, Prova in linea militari
- 1927

6ª tappa Tour de France (Dinan > Brest)
23ª tappa Tour de France (Charleville-Mézières > Dunkerque)
24ª tappa Tour de France (Dunkerque > Parigi)
1ª tappa Vuelta al País Vasco (Bilbao > Vitoria)
2ª tappa Vuelta al País Vasco (Vitoria > Pamplona)
- 1928

Paris-Roubaix
Critérium National du printemps
2ª tappa Tour de France (Caen > Cherbourg)
10ª tappa Tour de France (Luchon > Perpignano)
11ª tappa Tour de France (Perpignano > Marsiglia)
16ª tappa Tour de France (Pontarlier > Belfort)
3ª tappa Vuelta al País Vasco (Pamplona > San Sebastián)
Parigi-Le Havre
- 1929

2ª tappa Tour de France (Caen > Cherbourg)
11ª tappa Tour de France (Perpignano > Marsiglia)
17ª tappa Tour de France (Belfort > Strasburgo)
18ª tappa Tour de France (Strasburgo > Metz)
21ª tappa Tour de France (Malo-les-Bains > Dieppe)
2ª tappa Vuelta al País Vasco (Vitoria > Pamplona)
- 1930

Parigi-Caen
5ª tappa Tour de France (Vannes > Les Sables-d'Olonne)
16ª tappa Tour de France (Grenoble > Evian)
Classifica generale Tour de France
- 1931

Parigi-Tours
20ª tappa Tour de France (Belfort > Colmar)
- 1932

3ª tappa Tour de France (Nantes > Bordeaux)
11ª tappa Tour de France (Nizza > Gap)
13ª tappa Tour de France (Grenoble > Aix-les-Bains)
15ª tappa Tour de France (Evian > Belfort)
20ª tappa Tour de France (Malo-les-Bains > Amiens)
21ª tappa Tour de France (Amiens > Parigi)
Classifica generale Tour de France
- 1933

Critérium National
13ª tappa Tour de France (Marsiglia > Montpellier)
14ª tappa Tour de France (Montpellier > Perpignano)
- 1935

18ª tappa, 2ª semitappa Tour de France (Rochefort > La Rochelle)
- 1938

21ª tappa Tour de France Antonin Magne (Lilla > Parigi, ex aequo con Antonin Magne)

#### Altri successi
- 1931

Classifica generale Challenge Sedis
- 1932

Grand Prix du Lyon (Criterium)
- 1932

Grand Prix du Cannes (Criterium)
- 1934

Critérium des As - Longchamp (Derny)
- 1938

Critérium de Boulogne-sur-Mer (Criterium)

### Pista
- 1929

Prix Goullet-Fogler (Americana con Charles Pélissier)
- 1934

24 heuers de Beziers (con Ferdinand Le Drogo)

## Piazzamenti

### Grandi Giri
- Tour de France

1927: 4º
1928: 2º
1929: 11º
1930: vincitore
1931: 10º
1932: vincitore
1933: 31º
1935: 17º
1938: 30º

### Classiche monumento
- Parigi-Roubaix

1927: 17º
1928: vincitore
1932: 22º
1935: 2º

### Competizioni mondiali
- Campionati del mondo

Zurigo 1923 - In linea: 6º
Parigi 1924 - In linea Dilettanti: vincitore
Liegi 1930 - In linea: 11º
Roma 1932 - In linea: ritirato
- Giochi olimpici

Parigi 1924 - In linea: 9º
Parigi 1924 - A squadre: vincitore